# Мельник Костянтин Олексійович
Костянтин Олексійович Мельник (12 лютого 1938, село Стара Миколаївка, тепер Пирліца Унгенського району, Молдова — ?) — молдавський радянський діяч, 1-й секретар Ніспоренського районного комітету КП Молдавії, завідувач відділу легкої промисловості, торгівлі та побутового обслуговування ЦК КП Молдавії. Член ЦК КП Молдавії в 1976—1991 роках. Депутат Верховної Ради Молдавської РСР 9—11-го скликань.

## Біографія
Народився в родині робітника.
У 1954—1957 роках — вагар залізничної станції Унгени Молдавської РСР.
З 1957 до 1960 року служив у Радянській армії.
Член КПРС з 1960 року.
У 1960—1961 роках — товарознавець Пирліцького сільпо Унгенського району.
У 1961—1962 роках — голова виконавчого комітету Пирліцької сільської ради депутатів трудящих Унгенського району.
У 1962—1966 роках — секретар партійного комітету та заступник голови колгоспу «ХХІ з'їзд КПРС» Унгенського (Фалештського) району.
У 1966—1968 роках — слухач Горьковської вищої партійної школи.
У 1968 році — заступник завідувача відділу пропаганди та агітації Ніспоренського районного комітету КП Молдавії.
У 1968—1969 роках — секретар партійної організації та заступник директора радгоспу-заводу «Варзарешти» Ніспоренського району.
У 1969—1970 роках — секретар, у 1970—1972 роках — 2-й секретар Ніспоренського районного комітету КП Молдавії.
У 1972—1973 роках — голова виконавчого комітету Ніспоренської районної ради депутатів трудящих.
У 1973 році закінчив заочно Кишинівський державний політехнічний інститут імені Лазо.
У 1973—1978 роках — 1-й секретар Ніспоренського районного комітету КП Молдавії.
26 грудня 1978 — 3 червня 1981 року — завідувач відділу легкої промисловості, торгівлі та побутового обслуговування ЦК КП Молдавії.
3 червня 1981 — після 1986 року — завідувач відділу торгівлі та побутового обслуговування ЦК КП Молдавії.
Подальша доля невідома.

## Нагороди
- два ордени Трудового Червоного Прапора
- медалі